# Leaving Neverland
Leaving Neverland   este un film american documentar din 2019 regizat și produs de regizorul britanic Dan Reed. Este format din două părți și prezintă separat experiențele a doi băieți, James „Jimmy“ Safechuck, 10 ani, și Wade Robson, 7 ani.

## Prezentare
Filmul se concentrează asupra a doi bărbați, Wade Robson și Jimmy Safechuck, care susțin că au fost abuzați sexual de către vedeta pop Michael Jackson atunci când erau copii.

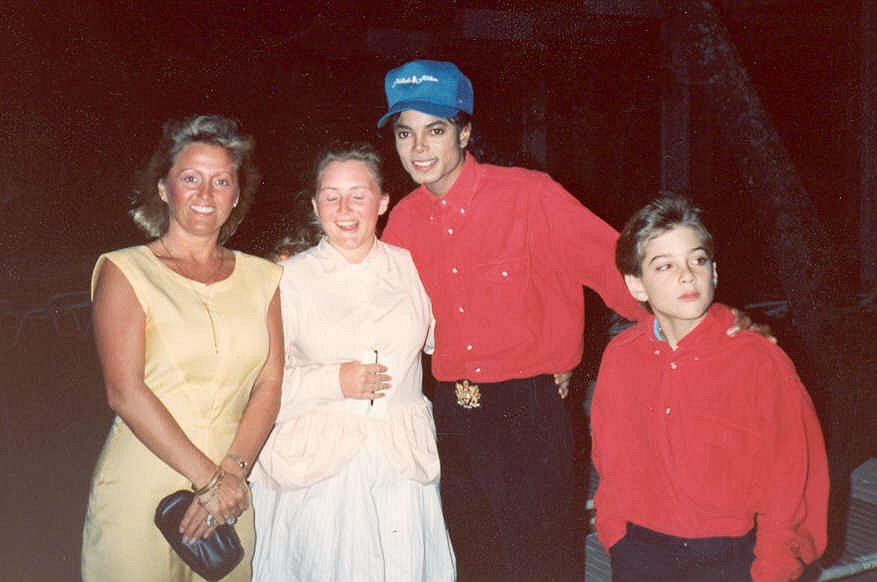
La sfârșitul lunii ianuarie 1988: Michael Jackson, Jimmy Safechuck (dreapta, băiatul din reclamele la Pepsi) și fani

Leaving Neverland descrie cum Jackson a început relațiile cu cei doi tineri fani, cu vârsta de 7 și 10 ani și cu familiile lor. Include interviuri cu Safechuck și Robson și cu mamele, soțiile și frații lor pentru a reprezenta un portret al abuzului susținut și pentru a explora sentimentele complicate care i-au determinat pe cei doi bărbați să se confrunte cu experiențele lor după ce au avut copii mici.

## Fundal
În acuzațiile împotriva lui Michael Jackson din 1993, Jackson a fost acuzat de molestarea sexuală a lui Jordan Chandler de 13 ani. El a negat acuzațiile și a soluționat cazul civil în afara unei instanțe judecătorești contra unei sume de bani nedivulgată. Nu au fost formulate acuzații penale. În 2005,  un juriu l-a găsit pe Jackson nevinovat de molestarea lui Gavin Arvizo și a acuzațiilor conexe.

## Producție
Filmul este o co-producție între postul britanic Channel 4 și cel american Home Box Office (HBO). 

## Lansare și primire
A avut premiera la Festivalul de film Sundance la 25 ianuarie 2019 și va fi difuzat mai târziu în 2019 în două părți în Marea Britanie.

## Vezi și
- Procesul lui Michael Jackson